# Çetin Güngör
Cetin Güngör, né le 7 juin 1990 à Istanbul, est un footballeur turc.